# قيمة الحمرة (وشحة)

تعديل مصدري - تعديل

قيمة الحمرة هي إحدى قرى عزلة ضاعن بمديرية وشحة التابعة لمحافظة حجة، بلغ تعداد سكانها 159 نسمة حسب تعداد اليمن لعام 2004.